# Tohlezkus laticanthus
Tohlezkus laticanthus is een keversoort uit de familie buitelkevers (Eucinetidae). De wetenschappelijke naam van de soort werd in 2000 gepubliceerd door Stanislav Vit.